# Course en ligne féminine aux championnats du monde de cyclisme sur route 2000
Navigation
1999 2001
La course en ligne féminine  championnats du monde de cyclisme sur route 2000 a lieu le 14 octobre 2000 autour de Plouay, en France. Elle est remportée par la Biélorusse Zinaida Stahurskaia.

## Déroulement et résultat de la course
|                                    | Coureuse                   | Pays        |    | Temps           |
| ---------------------------------- | -------------------------- | ----------- | -- | --------------- |
| Médaille d'or, Coupe du Monde      | Zinaida Stahurskaia        | Biélorussie | en | 3 h 17 min 39 s |
| Médaille d'argent, Coupe du Monde  | Chantal Beltman            | Belgique    | +  | 1 min 27 s      |
| Médaille de bronze, Coupe du Monde | Madeleine Lindberg         | Suède       |    | 1 min 50 s      |
| 4                                  | Susanne Ljungskog          | Suède       |    | 1 min 50 s      |
| 5                                  | Mirjam Melchers-Van Poppel | Pays-Bas    |    | 1 min 50 s      |
| 6                                  | Sara Symington             | Royaume-Uni |    | 1 min 50 s      |
| 7                                  | Deirdre Demet-Barry        | États-Unis  |    | 1 min 50 s      |
| 8                                  | Wenche Stensvold           | Norvège     |    | 1 min 50 s      |
| 9                                  | Elisabeth Chevanne-Brunel  | France      |    | 1 min 50 s      |
| 10                                 | Tatiana Stiajkina          | Ukraine     |    | 1 min 50 s      |
| 11                                 | Susan Palmer-Komar         | Canada      |    | 1 min 50 s      |
| 12                                 | Edita Pucinskaite          | Lituanie    |    | 1 min 50 s      |
| 13                                 | Valeria Cappellotto        | Italie      |    | 1 min 50 s      |
| 14                                 | Priska Doppmann            | Suisse      |    | 1 min 50 s      |
| 15                                 | Oksana Saprykina           | Ukraine     |    | 1 min 50 s      |
| 16                                 | Tracey Gaudry              | Australie   |    | 1 min 50 s      |
| 17                                 | Simona Parente             | Italie      |    | 1 min 50 s      |
| 18                                 | Caroline Alexander         | Royaume-Uni |    | 1 min 50 s      |
| 19                                 | Catherine Marsal           | France      |    | 1 min 50 s      |
| 20                                 | Severine Desbouys          | France      |    | 1 min 50 s      |
| 21                                 | Elizabeth Tadich           | Australie   |    | 3 min 5 s       |
| 22                                 | Margaret Hemsley           | Australie   |    | 3 min 35 s      |
| 23                                 | Anna Skawinska             | Pologne     |    | 5 min 4 s       |
| 24                                 | Valentyna Karpenko         | Ukraine     |    | 5 min 4 s       |
| 25                                 | Alessandra D'Ettorre       | Italie      |    | 5 min 4 s       |
| 26                                 | Arenda Grimberg            | Pays-Bas    |    | 5 min 4 s       |
| 27                                 | Iryna Chuzhynova           | Ukraine     |    | 5 min 4 s       |
| 28                                 | Solrun Flatås              | Norvège     |    | 5 min 4 s       |
| 29                                 | Jorunn Kvalø               | Norvège     |    | 5 min 4 s       |
| 30                                 | Judith Arndt               | Allemagne   |    | 5 min 4 s       |
| 31                                 | Trixi Worrack              | Allemagne   |    | 5 min 4 s       |
| 32                                 | Evy Van Damme              | Belgique    |    | 5 min 4 s       |
| 33                                 | Roberta Bonanomi           | Italie      |    | 5 min 6 s       |
| 34                                 | Sara Felloni               | Italie      |    | 5 min 6 s       |

|                      | Coureuse           | Pays      |  | Temps       |
| -------------------- | ------------------ | --------- |  | ----------- |
| Autres compétitrices |                    |           |  |             |
| 36                   | Rosa Bravo         | Espagne   |  | 9 min 1 s   |
| 37                   | Ghita Beltman      | Pays-Bas  |  | 9 min 1 s   |
| 38                   | Anne Samplonius    | Canada    |  | 9 min 1 s   |
| 39                   | Sara Carrigan      | Australie |  | 10 min 35 s |
| 40                   | Ingunn Bollerud    | Norvège   |  | 10 min 35 s |
| 42                   | Miho Oki           | Japon     |  | 10 min 35 s |
| 43                   | Veerle Ingels      | Belgique  |  | 10 min 36 s |
| 44                   | Edita Kubelskienė  | Lituanie  |  | 10 min 36 s |
| 45                   | Ragnhild Kostøl    | Norvège   |  | 10 min 37 s |
| 46                   | Erin Carter        | Canada    |  | 14 min 27 s |
| 50                   | Zlatica Gavláková  | Slovaquie |  | 18 min 25 s |
| 51                   | Yvonne Brunen      | Pays-Bas  |  | 18 min 25 s |
| 52                   | Janildes Fernandes | Brésil    |  | 22 min 26 s |
| 57                   | Cybil Di Guistini  | Canada    |  | 22 min 26 s |
| 60                   | Mélanie McQuaid    | Canada    |  | 22 min 26 s |